# German Valley
German Valley és una població dels Estats Units a l'estat d'Illinois. Segons el cens del 2000 tenia 481 habitants.

## Demografia
Segons el cens del 2000, German Valley tenia 481 habitants, 179 habitatges, i 138 famílies. La densitat de població era de 379 habitants/km².
Dels 179 habitatges en un 41,3% hi vivien nens de menys de 18 anys, en un 66,5% hi vivien parelles casades, en un 6,1% dones solteres, i en un 22,9% no eren unitats familiars. En el 19% dels habitatges hi vivien persones soles el 12,8% de les quals corresponia a persones de 65 anys o més que vivien soles. El nombre mitjà de persones vivint en cada habitatge era de 2,69 i el nombre mitjà de persones que vivien en cada família era de 3,07.
Per edats la població es repartia de la següent manera: un 29,3% tenia menys de 18 anys, un 5,8% entre 18 i 24, un 33,5% entre 25 i 44, un 18,3% de 45 a 60 i un 13,1% 65 anys o més.
L'edat mediana era de 35 anys. Per cada 100 dones de 18 o més anys hi havia 98,8 homes.
La renda mediana per habitatge era de 42.500 $ i la renda mediana per família de 48.750 $. Els homes tenien una renda mediana de 31.111 $ mentre que les dones 22.308 $. La renda per capita de la població era de 18.564 $. Aproximadament el 6,4% de les famílies i el 6,2% de la població estaven per davall del llindar de pobresa.

## Poblacions més properes
El següent diagrama mostra les poblacions més properes.